# Немцев, Иван Спиридонович
Иван Спиридонович Немцев (24 мая 1923, Быстровка, Туркестанская АССР — 13 декабря 1997, Бишкек) — подполковник Советской Армии, участник Великой Отечественной войны, Герой Советского Союза (1943).

## Биография
Родился 24 мая 1923 года в селе Быстровка (ныне — город Кемин в Чуйской области Кыргызстана).
После окончания десяти классов школы работал на руднике в посёлке Ак-Тюз. В марте 1942 года Немцев был призван на службу в Рабоче-крестьянскую Красную Армию. С мая того же года — на фронтах Великой Отечественной войны.
К августу 1943 года сержант Иван Немцев командовал пулемётным отделением 548-го стрелкового полка 116-й стрелковой дивизии 53-й армии Степного фронта. Отличился во время Курской битвы. 3-4 августа 1943 года во время боёв под Белгородом Немцев лично уничтожил 7 немецких огневых точек, что способствовало успешному наступлению основных сил.
Указом Президиума Верховного Совета СССР от 1 ноября 1943 года за «образцовое выполнение боевых заданий командования на фронте борьбы с немецкими захватчиками и проявленные при этом мужество и героизм» сержант Иван Немцев был удостоен высокого звания Героя Советского Союза с вручением ордена Ленина и медали «Золотая Звезда» за номером 1328.
После окончания войны Немцев продолжил службу в Советской Армии. В 1945 году он окончил Рижское военно-политическое училище, в 1961 году — курсы «Выстрел». В 1968 году в звании подполковника Немцев был уволен в запас. Проживал в Бишкеке, работал в органах МВД СССР, в 1969—1970 годах возглавлял ОГАИ МВД Киргизской ССР.
Скончался 13 декабря 1997 года, похоронен на Юго-Западном кладбище Бишкека.

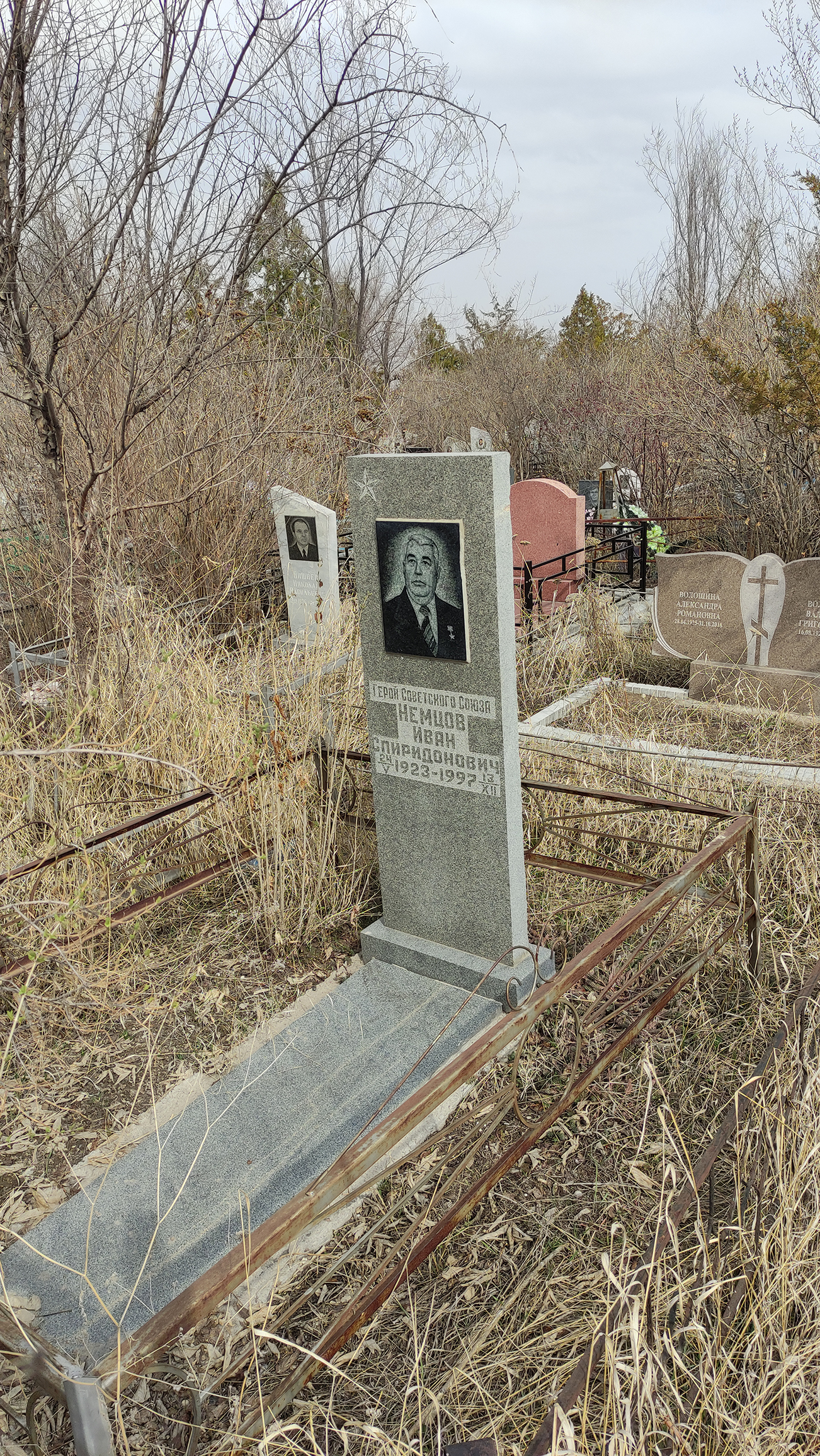
Могила Немцева И. С. в Бишкеке

Был также награждён орденом Отечественной войны 1-й степени и рядом медалей.
Награждён Памятной золотой медалью «Манас-1000» (1995).
В честь Немцева названа улица в его родном посёлке.